# Sorex arcticus
La musaraña ártica (Sorex arcticus) es una especie de musaraña del medio tamaño se encuentra en al norte de América del Norte.
- Datos: Q1763695
- Multimedia: Sorex arcticus / Q1763695
- Especies: Sorex arcticus